# Sole (película)
Sole es una película dramática italiana de 2019 dirigida por  Carlo Sironi, escrita por Sironi, Giulia Moriggi y Antonio Manca, y protagonizada por Sandra Drzymalska y Claudio Segaluscio. Sole recibió una nominación para el premio Nastro d'argento, una nominación para el David di Donatello y fue premiada en los Premios del Cine Europeo.

## Trama
Ermanno es un joven desocupado que se pasa el tiempo jugando a las máquinas tragamonedas y vive con trabajos que no siempre son legales. Su tío Fabio lo convence de que finja ser el padre del niño que Lena, una polaca, lleva en su vientre, para que pueda adoptarlo junto a su esposa Bianca, que desde hace tiempo desea un hijo que no puede tener. Para Ermanno, será una nueva experiencia y una gran responsabilidad.

## Estreno
La película se estrenó en el 76.° Festival Internacional de Cine de Venecia en 2019 en la sección Orizzonti. El filme, también en 2019, fue seleccionado para competir en la sección Fuera del Giro de la XVIII edición del Festival de Cine de Porretta Terme donde obtuvo el Premio del Público.
La película se proyectó en los cines de Italia a partir del 24 de octubre de 2019.

## Recepción

### Taquilla
En la taquilla de Italia recaudó 29 000 euros en las primeras once semanas de proyección y 14,6 mil euros en el primer fin de semana.

### Premios
| Premio                     | Categoría            | Candidato    | Resultado | Ref.  |
| -------------------------- | -------------------- | ------------ | --------- | ----- |
| Premios del Cine Europeo   | Mejor revelación     | Carlo Sironi | Ganador   | [ 5 ] |
| Premios David di Donatello | Mejor director nuevo | Carlo Sironi | Candidato | [ 5 ] |
| Nastro d'argento           | Mejor director nuevo | Carlo Sironi | Candidato | [ 5 ] |
| Ciak d'oro                 | Mejor ópera prima    | Carlo Sironi | Candidato | [ 6 ] |